# Dicranales
Dicranales er en orden af bladmosser, der rummer 12-15 familier. Ordenen er artsrig, og da arterne er meget forskelligartede i deres bygning, er det svært at karakterisere dem samlet. Ordenen er udbredt i alle verdensdele, og de fleste arter lever på jordoverfladen. Det er oftest mosser med oprette og uforgrenede sporebærere. Bladene er overvejende smalt lancetformede med en oval basis og en langt udtrukket spids. Hos alle arter har bladet kun én midterribbe. Sporebærerne (sporofytterne) er ret ensartede. Stilken ("seta") er opret, og sporekapslen er cylindrisk til halvkugleformet.
| Familier |

- Bruchiaceae
- Calymperaceae
- Dicranaceae
- Ditrichaceae
- Erpodiaceae
- Eustichiaceae
- Fissidentaceae
- Hypodontiaceae
- Hvidmos-familien (Leucobryaceae)
- Micromitriaceae
- Rhabdoweisiaceae
- Rhachitheciaceae
- Schistostegaceae
- Viridivelleraceae